# Modesto de Jerusalém
Modesto de Jerusalém (Sivas, 537 – Jerusalém, 18 de dezembro de 634) foi um patriarca de Jerusalém. Ele é venerado como santo pela Igreja Ortodoxa.

## Biografia
Modesto nasceu na Sebasteia capadócia e tinha apenas cinco meses de idade quando seus pais morreram, mas ele ainda assim foi criado como um cristão. Já adulto, foi vendido como escravo no Egito, mas converteu seu mestre pagão ao cristianismo e foi libertado por ele. Ele então se retirou para o Monte Sinai para levar uma vida ascética e acabou por se tornar o abade do Mosteiro de São Teodósio, na Palestina.
Em 614 d.C., Cosroes II destruiu Jerusalém, matando 90.000 cristãos e capturando o patriarca de Jerusaém Zacarias, outros cristãos importantes e a Vera Cruz. Modesto estava a caminho para levantar tropas gregas para se opor ao cerco e foi cercado por tropas persas, escapando por pouco. Ele acabou sendo escolhido para ficar no lugar de Zacarias como patriarca.
Ele enterrou os monges assassinados em Mar Saba e reconstruiu a Igreja do Santo Sepulcro, que havia sido incendiada pelos persas, além de outras igrejas e mosteiros destruídos em Jerusalém, contando com a ajuda de João, o Piedoso, o patriarca de Alexandria.